# Трасса имени Рикардо Тормо
Трасса Валенсии (официальное название — Трасса Сообщества Валенсия имени Рикардо Тормо) находится неподалёку от городка Честе (Валенсия, Испания). Она была построена в 1999 году; названа в честь испанского мотогонщика, выступавшего в чемпионате MotoGP, Рикардо Тормо (7 сентября 1952 — 27 декабря 1998). Вмещает порядка 120 000 зрителей. На трассе проводится множество различных соревнований по авто- и мотогонкам в различных классах. Кроме того, автодром часто[когда?] используется[уточнить] для тестов в Формуле-1, благодаря умеренным температурам зимой.
Трасса принимает у себя Гран-При Сообщества Валенсия по мотогонкам MotoGP. В 2010 году здесь впервые прошёл этап серии DTM. С 2017 года трасса используется для предсезонных тестов Формулы E. В апреле 2021 года на трассе прошёл этап Формулы E еПри Валенсии.